# Барановский, Андрей Юрьевич
Андрей Юрьевич Барановский (род. 18 августа 1946) — доктор медицинских наук, профессор, врач высшей категории. Руководитель Научно-клинического и образовательного центра гастроэнтерологии и гепатологии Санкт-Петербургского государственного университета. Главный гастроэнтеролог Северо-Западного федерального округа РФ. Член Правления Санкт-Петербургского научного общества терапевтов им. С. П. Боткина, Всероссийского научного общества гастроэнтерологов, редакционных советов ряда специализированных журналов. Член Европейской Ассоциации по изучению воспалительных заболеваний кишечника (язвенный колит и болезнь Крона). Член Европейского общества по изучению болезней печени. Председатель Санкт-Петербургского общества гастроэнтерологов, гепатологов, диетологов. Медицинский директор Международного медицинского центра «Юнион Клиник».

## Биография
Родился 18 августа 1946 года в Ленинграде. В 1965 году окончил Ленинградское суворовское военное училище (ныне Санкт-Петербургское суворовское военное училище), в 1972-м — Военно-медицинскую академию имени С. М. Кирова.
После окончания военной академии служил в Забайкальском военном округе, в Группе Советских Войск в Германии (ГСВГ). В 1978 году защитил кандидатскую диссертацию на тему «Изоферменты лактатдегидрогеназы при осложнениях инфаркта миокарда». В 1988 году защитил докторскую диссертацию на тему «Прогноз течения и исходов язвенной болезни желудка». С 1978 по 1992 годы работал в Военно-медицинской академии (Ленинград).
С 1992 года по июнь 2016 г. — заведующий кафедрой гастроэнтерологии и диетологии Северо-Западного государственного медицинского университета им. И. И. Мечникова (бывш. ГИДУВ, СПб МАПО). С ноября 2016 года по настоящее время — руководитель центра гастроэнтерологии и гепатологии Санкт-Петербургского государственного университета. Медицинский директор ММЦ «Юнион Клиник» (Union Clinic). Главный гастроэнтеролог Северо-Западного федерального округа РФ, член Правления Санкт-Петербургского научного общества терапевтов им. С. П. Боткина, Российской Гастроэнтерологической Ассоциации, Всероссийского научного общества гастроэнтерологов, автор более 500 научных трудов, в том числе 35 монографий, 10 изобретений, 38 учебных пособий и руководств для врачей. Под его руководством защищено 22 кандидатских и 3 докторских диссертации.
Получил признание в международных научных и лечебных кругах, имеет большое количество публикаций за рубежом, свободно владеет английским языком, регулярно выступает в качестве приглашенного спикера на основных международных научных медицинских форумах. В январе 2014 года награждён почётным дипломом Европейской ассоциации геронтологов и гериатров за монографию «Геронтодиетология» — лучшее научное издание 2014 года в странах Европейского Союза в области геронтологии и гериатрии.
Женат, имеет сына и четырёх внуков.